# Vojna bolnica
Vojna bolnica je bolnička zdravstvena ustanova kojoj nadležno državno tijelo za zdravstvo tj. dužnosnik dodijeli taj status za potrebe obrane i nacionalne sigurnosti, a na prijedlog ministra nadležnog za obranu, vojsku, rat ili slično.